# Fédération estonienne d'athlétisme
La Fédération estonienne d'athlétisme (en estonien Eesti Kergejõustikuliit, EKJL) est la fédération d'athlétisme de l'Estonie, qui siège à Tallinn depuis sa création en 1920. Elle est affiliée à l'Association européenne d'athlétisme et à l'IAAF (depuis 1928). Son président est Erich Teigamägi.